# Cebanius Ábrahám
Farkasfalvi Cebanius Ábrahám (16. század – 17. század) evangélikus vallású tisztviselő, főjegyző.

## Élete
Tanulmányait hazájában kezdte, majd külföldre ment és 1600. október 6-án beiratkozott a wittenbergi egyetemre. Miután hazatért, Szepes vármegye jegyzőjeként dolgozott 1612-ben és 1616-ban is. További sorsa ismeretlen.

## Munkája
- Salutaria adversus animae pestem officina. Barthphae, 1616.
- Syncharma bene precatorium. Lőcse, 1635.
- Cygnea cantio (Év nélkül)

Szepes vármegye jegyzőkönyvében tőle írt történeti jegyzetek maradtak reánk, melyekről Wagner emlékezik meg Analecta Scepusii című művének III. részében és melyeknek múlt századi másolata megvan az Országos Széchényi Könyvtár kézirattárban ily címmel: Excerpta historica ab a. 1309–1612.
1612-ben üdvözlő verset írt Mihályko Jánoshoz.